# Реакція Ульмана
Реакція Ульмана (англ. Ullmann reaction) — хімічна реакція, суттю якої є перетворення арилгалогенідів у діарили;
здійснюється в присутності міді, при 100—300°, в середовищі висококиплячих органічних розчинників.
2 ArHlg → Ar–Ar
Систематична назва перетворення — де-галоген-копуляція.